# NGC 4272
NGC 4272 је елиптична галаксија у сазвежђу Береникина коса која се налази на NGC листи објеката дубоког неба.
Деклинација објекта је + 30° 20' 20" а ректасцензија 12h 19m 47,6s. Привидна величина (магнитуда) објекта NGC 4272 износи 13,1 а фотографска магнитуда 14,1. NGC 4272 је још познат и под ознакама UGC 7378, MCG 5-29-59, CGCG 158-72, PGC 39715.